# نقابية وطنية
النقابية الوطنية هي تكييف النقابية لتناسب الأجندة الاجتماعية للقومية المتكاملة. تطورت النقابية الوطنية في فرنسا، ثم انتشرت إلى إيطاليا وإسبانيا والبرتغال.

## فرنسا
كانت النقابية الوطنية الفرنسية تكيفًا لنسخة جورج سوريل للنقابية الثورية مع الأيديولوجية الملكية للقومية المتكاملة، كما مارستها الحركة الفرنسية. كانت الحركة الفرنسية حركةً وطنية ملكية فرنسية بقيادة تشارلز موراس.

### خلفية (1900-1908)
في عام 1900، أعلن تشارلز موريس في صحيفة الحركة الفرنسية أن الاشتراكية المناهضة للديمقراطية هي الشكل النقي والصحيح للاشتراكية. منذ ذلك الحين، ناقش هو وأعضاء آخرون في الحركة الفرنسية (مثل جاك بينفيل وجان ريفاين وجورج فالوا) المهتمين بفكر سوريل التشابه بين الحركات في مؤتمرات الحركة الفرنسية وفي المقالات المنشورة في صحيفة الحركة، على أمل تشكيل تعاون مع النقابيين الثوريين. شُكِل هذا التعاون عام 1908 مع مجموعة من قادة النقابات العمالية بقيادة إميل جانفيون. نتيجة لهذا التعاون، أسس جانفيون المجلة المناهضة للجمهورية تيري ليبر.

### البداية 1909
بدأ التعاون بين القومية المتكاملة للحركة الفرنسية والنقابية الثورية لجورج سوريل في عام 1909. تشكل الاتصال بعد أن قرأ سوريل الطبعة الثانية من كتاب موريس تحقيق حول الملكية. ذكر موريس بشكل إيجابي سوريل والنقابية الثورية في الكتاب، بل أرسل نسخة من الطبعة الجديدة إلى سوريل. قرأ سوريل الكتاب، وفي أبريل 1909 كتب رسالة مدح إلى موراس. بعد ثلاثة أشهر، في 10 يوليو، نشر سوريل في إيل ديفرين سوسيال (المجلة الرائدة في النقابية الثورية الإيطالية) مقالًا أعجب بموراس والحركة الفرنسية. استند سوريل في دعمه إلى فكره المناهض للديمقراطية. على سبيل المثال، ادعى أن الحركة الفرنسية كانت القوة الوحيدة القادرة على محاربة الديمقراطية. أعادت الحركة الفرنسية طباعة المقال في جريدتها يوم 22 أغسطس بعنوان الاشتراكيون المناهضون للبرلمان.

### المدينة الفرنسية والاستقلال (1910-1913)
في عام 1910، قرر سوريل وفالوا إنشاء مجلة اشتراكية وطنية تسمى المدينة الفرنسية. نُشرت نشرة للمجلة الجديدة في يوليو 1910، موقعة من قبل كل من النقابيين الثوريين (جورج سوريل وإدوار بيرث) وأعضاء الحركة الفرنسية (جان فاريو وبيير جيلبرت وجورج فالوا). لم تُقلع مجلة المدينة الفرنسية أبدًا بسبب عداء جورج فالوا تجاه جان فاريو.
بعد فشل المدينة الفرنسية، قرر سوريل تأسيس مجلته الخاصة. نُشرت مراجعة سوريل نصف الشهرية، المسماة الاستقلال، من مارس 1911 إلى يوليو 1913. وكانت موضوعاتها مماثلة لمجلة الحركة الفرنسية، مثل القومية ومعاداة السامية والرغبة في الدفاع عن الثقافة الفرنسية وتراث اليونان القديمة و روما.

## دائرة برودون
خلال الاستعدادات لإطلاق المدينة الفرنسية، شجع سوريل بيرث وفالوا على العمل معًا. في مارس 1911، اقترح هنري لاغرانج (عضو في الحركة الفرنسية) على فالا تأسيس مجموعة دراسة اقتصادية واجتماعية للقوميين. أقنع فالوا لاغرانج بفتح المجموعة أمام غير القوميين المناهضين للديمقراطية والنقابيين. كتب فالوا لاحقًا أن هدف المجموعة كان توفير منصة مشتركة للقوميين واليساريين المناهضين للديمقراطية.
تأسست المجموعة السياسية الجديدة ، المسماة دائرة برودون، في 16 ديسمبر 1911. وضمت المجموعة بيرث وفالوا ولاغرانج والنقابي ألبرت فينسنت والملكيون جيلبرت مير ورينيه دي ماران وأندريه باسكالون وماريوس ريكيه. كما يوحي اسم دائرة برودون، كانت المجموعة مستوحاة من بيير جوزيف برودون. كما أنها مستوحاة من جورج سوريل وتشارلز موراس. في يناير 1912 نُشرت جريدة دائرة برودون لأول مرة بعنوان كراسات دائرة برودون.